# Козолій Олександр Володимирович
Олекса́ндр Володи́мирович Козолі́й (нар. 29 травня 1984, с. Воздвиженка Уссурійського району Приморського краю РРФСР — пом.14 червня 2014, м. Луганськ, Україна) — український військовий льотчик, гвардії старший лейтенант Повітряних Сил Збройних Сил України. Лицар ордена Богдана Хмельницького.

## Життєпис
Народився в селі Воздвиженка Уссурійського району Приморського краю РРФСР. 1993 року з батьками переїхав до України, 2001 закінчив загальноосвітню школу № 9 м. Коломия. Захоплювався футболом та риболовлею. На вибір Олександра стати військовим вплинув приклад його батька, який все життя віддав армії. 2004 року закінчив Васильківський коледж військово-повітряних сил з відзнакою.
З червня 2004 служив в авіаційній частині А3840 у м. Мелітополь:

06.2004—10.2005 — технік обслуги обслуговування літаків, двигунів і засобів аварійного покидання літаків інженерно-авіаційної служби авіаційної ескадрильї 25-ї авіаційної бригади транспортної авіації.

10.2005—09.2006 — технік обслуги обслуговування авіаційних двигунів та технічно-експлуатаційної частини (ТЕЧ) авіаційної техніки 25-ї АБрТрА.

09.2006—02.2008 — старший авіаційний технік групи регламенту та ремонту авіаційних двигунів ТЕЧ авіаційної техніки 25-ї АБрТрА.

02.2008—06.2009 — старший авіаційний технік групи регламенту та ремонту авіаційних двигунів ТЕЧ авіаційної техніки 25-ї БрТрА.
З червня 2009 року — старший бортовий авіаційний технік авіаційного загону авіаційної ескадрильї 25-ї бригади транспортної авіації Повітряних Сил ЗС України, в/ч А3840, м. Мелітополь. Класна кваліфікація «3 клас».
Із початком російської збройної агресії проти України з 1 березня 2014 року військову частину було переведено на «казармений стан» (всі військові цілодобово знаходилися на її території), і вже у березні Олександр літав в Луганський та Донецький аеропорти, — старший бортовий технік військово-транспортного літака Іл-76 МД.

## Обставини загибелі
14 червня 2014 екіпаж військово-транспортного літака Іл-76 МД (бортовий номер 76777) Повітряних Сил ЗС України, під керівництвом командира літака підполковника Олександра Бєлого, виконував бойовий політ в Луганський аеропорт. На борту літака перебували 9 членів екіпажу та 40 військовослужбовців дніпропетровської 25-ї окремої повітряно-десантної бригади, які летіли на ротацію. На борту також були військова техніка, спорядження та продовольство.
Близько 01:00, під час заходу на посадку на аеродром міста Луганськ, на висоті 700 метрів, борт 76777 був підбитий російськими терористами з переносного зенітно-ракетного комплексу «Ігла». В результаті терористичного акту літак вибухнув у повітрі і врізався у землю поблизу території аеропорту. 49 військовослужбовців, — весь екіпаж літака та особовий склад десанту, — загинули.
У той день до Луганського аеропорту вилетіли три літаки Іл-76 МД. Перший літак (бортовий номер 76683) під командуванням полковника Дмитра Мимрикова сів о 0:40. За 10 хвилин збили другий літак (бортовий номер 76777). Третій отримав наказ повертатися.
|                              | Там все було дуже грамотно по-військовому сплановано. Там без Росії не обійшлось. Вогонь вівся з усіх сторін. Це було не на рівні ненавчених бойовиків. Обстріл літака вівся дуже грамотно. Спочатку підсвічували трасером, а потім били. Із ПЗРК неможливо було збити літак, навіть якби боєприпас потрапив у двигун, то літак все рівно не загинув би. Стріляли з «Шилки». |
| — Полковник Дмитро Мимриков. | |

Пройшло 42 доби перш ніж льотчиків поховали: українські військові збирали рештки тіл загиблих, влада домовлялася з терористами про коридор для евакуації, в Дніпрі проводились експертизи ДНК для ідентифікації. 25 липня з дев'ятьма членами екіпажу літака Іл-76 прощались у Мелітополі, їх поховали разом в одній могилі на Новому кладовищі міста.
Залишились батьки, сестра Марія, вдома в Мелітополі — дружина Оксана та донька Вероніка 2013 р. н.

## Нагороди та почесні звання
- Орден Богдана Хмельницького III ст. (20 червня 2014, посмертно) — за особисту мужність і героїзм, виявлені у захисті державного суверенітету та територіальної цілісності України, вірність військовій присязі та незламність духу[5].
- Нагрудний знак «За оборону Луганського аеропорту» (посмертно).
- Відомчі заохочувальні відзнаки Міністерства оборони України — медалі «15 років Збройним Силам України», «За сумлінну службу» III ст.
- 14 серпня 2014 року рішенням Коломийської міської ради № 1827-44/2014 Олександру Козолію було присвоєно звання «Почесний громадянин міста Коломиї» (посмертно) — за виняткову мужність і героїзм виявлені у захисті України, жертовне служіння народові України[6][7].

## Вшанування пам'яті
30 вересня 2014 року на фасаді будівлі Коломийського НВК № 9 «Школа — природничо-математичний ліцей» (вулиця Михайла Драгоманова, 1) встановлено меморіальну дошку на честь випускника навчального закладу гвардії старшого лейтенанта Козолія Олександра.
12 червня 2015 року в Мелітополі, на території військової частини А3840, було відкрито меморіал екіпажу літака Іл-76МД (бортовий номер 76777), який загинув 14 червня 2014 року в аеропорту міста Луганськ.